# Benedetta Cibrario
Benedetta Cibrario (Firenze, 1962) è una scrittrice italiana.

## Biografia
Benedetta Cibrario è nata a Firenze nel 1962, da padre torinese e madre napoletana. Ha vissuto in diverse città italiane, prima di arrivare, con la famiglia, in Piemonte, in un paese dell’Alta Val di Susa, spostandosi quindi a Torino, dove ha frequentato il liceo classico Massimo d’Azeglio. Si è laureata in Storia e Critica del Cinema con Gianni Rondolino, con una tesi su Michael Powell e Emeric Pressburger. Durante gli anni universitari ha lavorato al Giornale dell’Arte, collaborato saltuariamente all’Espresso e frequentato, senza diplomarsi, il corso di Archivistica, Paleografia e Diplomatica all’Archivio di Stato di Torino. Sposata, con quattro figli, per esigenze familiari e professionali ha iniziato a dividersi ripetutamente tra l’Italia (Milano e la campagna grossetana) e l’Inghilterra (Londra e Oxford). Gli anni delle trasferte all’estero sono stati determinanti per Benedetta Cibrario, che ha iniziato a raccogliere materiale per un romanzo incentrato sul tema del rapporto tra individuo e storia, mettendo a fuoco non soltanto temi che torneranno nei romanzi seguenti ma anche sperimentando tecniche di scrittura più o meno esplicitamente suggerite dagli anni di studi cinematografici.
Nel 2007 ha esordito con Rossovermiglio (Feltrinelli, 2007), Premio Campiello 2008. Rossovermiglio, romanzo di formazione che ha come sfondo l’Italia tra le due guerre e il referendum del 1946, è stato tradotto e pubblicato in diversi paesi, tra cui la Germania, l’Olanda, il Portogallo, la Grecia.
Nel 2009, sempre per Feltrinelli, è uscito Sotto cieli noncuranti, Premio Rapallo Carige 2010. Il romanzo è un racconto d’inverno di ambientazione contemporanea, in cui l’episodio della morte di un bambino è il fulcro attorno a cui ruotano diverse voci femminili, ciascuna più o meno coinvolta e impegnata a confrontarsi con l’intollerabilità del dolore.
Nel  2011 Cibrario è tornata al tema del rapporto tra il singolo e la storia con un romanzo breve intitolato Lo Scurnuso (Feltrinelli, 2011) considerato da Elisabetta Rasy quasi “una composizione musicale” per la suddivisione in tre parti, a cui corrispondono tre diversi registri espressivi. Ne Lo Scurnuso la scrittrice “ama Napoli da lontano” come scrive Raffaele La Capria sul Corriere della Sera.
Nel 2019 ha ottenuto il Premio letterario Basilicata con il romanzo Il rumore del mondo.
Il 24 novembre 2019 ha vinto l'undicesima edizione del premio Asti d'Appello.

## Opere
- 2007 - Rossovermiglio (Feltrinelli)
- 2010 - Sotto cieli noncuranti (Feltrinelli)
- 2011 - Lo Scurnuso (Feltrinelli)
- 2011 - Villa Vallestì (Corriere della Sera)[9]
- 2012 - L'uomo che dormiva al parco (Feltrinelli)
- 2018 - Il rumore del mondo (Mondadori)